# بیچ‌کرفت اسکیپر
بیچ‌کرفت اسکیپر (به انگلیسی: Beechcraft Skipper) یک هواگرد ملخ‌پیشین تک‌موتوره از نوع هواگرد چندمنظوره ساخت شرکت بیچ‌کرفت است. هواگرد بیچ‌کرفت اسکیپر نخستین پروازش را در ۱۲ سپتامبر ۱۹۷۸ میلادی انجام داد. این هواگرد در سال ۱۹۷۹ میلادی رسماً معرفی گردید و در سال‌های ۱۹۷۹–۱۹۸۱ تولید شده‌است. در مجموع، تعداد ۳۱۲ فروند از این هواگرد ساخته شده‌است.